# Мальвія
Спіральний мінарет Мальвія або Аль-Мальвія (у перекладі з (араб. ملوية) — malwiya — «кручений», або «раковина равлики») в іракському місті Самарра є частиною архітектурного комплексу Великої мечеті — однієї з найбільших мечетей у світі.

## Опис
Вежа була побудована в IX столітті з обпаленої цегли, являючи собою унікальний зразок східного зодчества: висхідна спіраль, що здалеку нагадує конус, досягає висоти 52 м. Крутий підйом не дозволяв використовувати його за прямим призначенням: на відміну від більшості мінаретів, заклик до молитви з нього не вимовлявся. Ширина основи — 33 м, тоді як діаметр верхньої точки не перевищує шести метрів.
Сходи, що оперізують мінарет, починають закручуватися проти ходу сонця від постаменту, формуючи регресний силует будівлі. Основа верхнього майданчика обрамлено арками зі стрілчастим верхом — і це єдиний декоративний елемент, що прикрашає фасад; інших арабських мотивів ні всередині, ні зовні вежі не зустрічається.
На вершині мінарету знаходиться невелика циліндрична кімната радіусом у шість метрів. Міст, що з'єднував мінарет і мечеть, до наших днів не зберігся.
Мінарет Мальвія — візуальна домінанта навколишнього ландшафту; конусоподібна вежа, видима за кілька десятків кілометрів, була покликана нагадувати про присутність ісламу в долині Тигру і Євфрату.

## Історія
У 835 році аббасидський халіф Мухаммад аль-Мутасим Біллах, син Гаруна аль-Рашида, переніс свою резиденцію з Багдада в щойно збудоване приблизно за 100 км на північ від нього (за течією вище Тигра) місто Самарра. Правитель сподівався, що в новій резиденції він позбудеться від чвар, які щодня відбувалися в Багдаді між його найманцями-турками і населенням міста.
Мечеть почали будувати у 848 році і завершили у 852 році за халіфа  Аль-Мутаваккіля. Велика мечеть, від якої збереглися зовнішня стіна і мінарет, мабуть, змагалася в красі своїх скляних мозаїк з мечеттю Омеядів у Дамаску. На п'ятничні молитви вона могла приймати понад 100 тисяч віруючих і довгий час була найбільшою у світі культовою спорудою. Мечеть була зруйнована у 13 столітті, мінарет вистояв.
1 квітня 2005 року верхня частина мінарету була пошкоджена в результаті вибуху. Іракські повстанці атакували вежу, так як на ній був встановлений оглядовий пункт військ США. Вибухом були вибиті цеглини у верхній частині мінарету
У 2007 році міжнародна організація ЮНЕСКО включила Самарру і мінарет Малвей у список об'єктів всесвітньої культурної спадщини.